# Conor Kelly
Conor Kelly (* 17. Juli 2007) ist ein britisch-irischer Leichtathlet, der sich auf den Sprint spezialisiert hat und seit September 2023 international für Irland startberechtigt ist.

## Sportliche Laufbahn
Erste Erfahrungen bei internationalen Meisterschaften sammelte Conor Kelly im Jahr 2024, als er bei den U18-Europameisterschaften in Banská Bystrica in 46,97 s die Bronzemedaille im 400-Meter-Lauf gewann. Anschließend schied er bei den U20-Weltmeisterschaften in Lima mit 3:26,40 min im Vorlauf der Mixed-Staffel über 4-mal 400 Meter aus und belegte mit der Männerstaffel in 3:09,73 min den siebten Platz. Im Jahr darauf gelangte er bei den Halleneuropameisterschaften in Apeldoorn mit 3:17,63 min auf Rang fünf in der Mixed-Staffel. Im Mai kam er bei den World Athletics Relays in Guangzhou in der Männerstaffel sowie in der Mixed-Staffel zum Einsatz und sicherte der Mixed-Staffel einen Startplatz bei den Weltmeisterschaften in Tokio. Im August siegte er dann in 45,83 s über 400 Meter bei den U20-Europameisterschaften in Tampere. 
2025 wurde Kelly irischer Hallenmeister im 400-Meter-Lauf.

## Persönliche Bestzeiten
- 400 Meter: 45,83 s, 9. August 2025 in Tampere (irischer U20-Rekord)
  - 400 Meter (Halle): 46,54 s, 23. Februar 2025 in Dublin (irischer U20-Rekord)